# Långban
Långban é uma pequena localidade da Suécia, e antiga área mineira, situada na província histórica da Värmland. 
Tem cerca de 60 habitantes, e pertence à Comuna de Filipstad. Está situada a 20 km a nordeste da cidade de Filipstad. É uma antiga comunidade mineira, inserida na área de mineração de Bergslagen. Está localizada num enorme depósito natural de minérios, com minas ativas desde o século XV até ao século XX, onde foi extraído manganésio, dolomite e minerais de ferro, para além de antimónio, arsénio, bário, berílio, chumbo, boro e cobre. Entre os inúmeros metais aí detetados, está também o lítio. 